# GO!GO!ガイナーズ
『GO!GO!ガイナーズ』（ゴー!ゴー!ガイナーズ）は、2006年4月6日から2008年10月30日まで岡山放送 (OHK) で放送されていた四国アイランドリーグplus・香川オリーブガイナーズの応援番組。地上デジタル放送では4:3SDでの放送だった。

## 放送時間
主に4月上旬から10月下旬までのシーズン中に放送されていた。
※下記の放送時間は標準（他の番組の編成によって移動する場合あり）。
- 毎週木曜 24:35 - 24:50 （2006年度、2008年度）
- 毎週金曜 25:05 - 25:20 （2007年度）

※2009年度以降は放送しない。

## 概要
- 香川オリーブガイナーズの試合の模様をダイジェストで伝える。
- ガイナーズの選手にスポットを当てたコーナー「Hero's」。

## キャスター
- 萩原渉（岡山放送アナウンサー、2007年度 - 2008年度）
- 甲山万友美（2006年度） - 2007年度からはリポーターを担当。